# テイラー郡 (アイオワ州)
テイラー郡（英: Taylor County）は、アメリカ合衆国アイオワ州の南西部に位置する郡である。2010年国勢調査での人口は6,317人であり、2000年の6,958人から9.2％減少した。郡庁所在地はベドフォード市（人口1,440人）であり、同郡で人口最大の都市でもある。テイラー郡は1847年に設立され、郡名は米墨戦争の英雄ザカリー・テイラー将軍（後に第12代アメリカ合衆国大統領）に因んで名付けられた。

## 地理
アメリカ合衆国国勢調査局に拠れば、郡域全面積は534.83平方マイル (1,385.2 km2)であり、このうち陸地533.95平方マイル (1,382.9 km2)、水域は0.87平方マイル (2.3 km2)で水域率は0.16％である。テイラー郡の一部は一時ミズーリ州に属したことがある。

### 主要高規格道路
- アイオワ州道2号線
- アイオワ州道25号線
- アイオワ州道148号線

### 隣接する郡
- アダムズ郡 - 北
- リングゴールド郡 - 東
- ワース郡 (ミズーリ州) - 南東
- ノダウェイ郡 (ミズーリ州) - 南西
- ページ郡 - 西

## 人口動態

### 2010年国勢調査
以下は2010年国勢調査による人口統計データである。
基礎データ
- 人口: 6,317人
- 人口密度: 5人/km2（12人/mi2）
- 住居数: 3,107軒
- 使用住居: 2,679軒[6]

### 2000年国勢調査

2000人口ピラミッド

以下は2000年国勢調査による人口統計データである。
| 基礎データ - 人口: 6,958人 - 世帯数: 2,824 世帯 - 家族数: 1,911 家族 - 人口密度: 5人/km2（13人/mi2） - 住居数: 3,199軒 - 住居密度: 2軒/km2（6軒/mi2） 人種別人口構成 - 白人: 97.71% - アフリカン・アメリカン: 0.03% - ネイティブ・アメリカン: 0.10% - アジア人: 0.30% - 太平洋諸島系: 0.06% - その他の人種: 1.14% - 混血: 0.66% - ヒスパニック・ラテン系: 3.81% 年齢別人口構成 - 18歳未満: 23.9% - 18-24歳: 7.5% - 25-44歳: 23.4% - 45-64歳: 22.8% - 65歳以上: 22.4% - 年齢の中央値: 42歳 - 性比（女性100人あたり男性の人口） - 総人口: 94.1 - 18歳以上: 92.0 | 世帯と家族（対世帯数） - 18歳未満の子供がいる: 28.0% - 結婚・同居している夫婦: 59.0% - 未婚・離婚・死別女性が世帯主: 5.9% - 非家族世帯: 32.3% - 単身世帯: 27.8% - 65歳以上の老人1人暮らし: 16.1% - 平均構成人数 - 世帯: 2.40人 - 家族: 2.94人 収入と家計 - 収入の中央値 - 世帯: 31,297米ドル - 家族: 37,194米ドル - 性別 - 男性: 26,631米ドル - 女性: 19,162米ドル - 人口1人あたり収入: 15,082米ドル - 貧困線以下 - 対人口: 12.1% - 対家族数: 8.5% - 18歳未満: 13.1% - 65歳以上: 15.2% |

## 都市と町

### 都市
| - ベドフォード - 郡庁所在地 - ブロックトン - クリアフィールド（部分） - コンウェイ | - グラビティ - レノックス（部分） - ニューマーケット - シャープスバーグ |

### 未編入の町
- アスレスタン（元都市）